# مقتل لينيت وايت
قُتلت لينيت ديبورا وايت (من 5 تموز / يوليو 1967 إلى 14 شباط / فبراير 1988) في 14 شباط / فبراير 1988 في كارديف ، في ويلز. وأصدرت شرطة ساوث ويلز صورة فوتوغرافية لرجل أبيض اللون ملطخ بالدم شوهد في المنطقة المجاورة وقت القتل لكنه لم يتمكن من تعقبه. وفي نوفمبر / تشرين الثاني 1988 ، اتهمت الشرطة خمسة رجال من السود والعرق المختلطين بمقتل وايت، على الرغم من أنه لا يمكن الربط بين أي من الأدلة العلمية التي تم اكتشافها في مسرح الجريمة. وفي نوفمبر / تشرين الثاني 1990 ، وبعد محاكمة أطول محاكمة في تاريخ بريطانيا، أُدين ثلاثة من الرجال وحُكم عليهم بالسجن مدى الحياة.
وفي كانون الأول / ديسمبر 1992 ، حكمت الإدانات بعدم أمانها وقضت بإلغائها محكمة الاستئناف بعد أن تقرر أن الشرطة التي تحقق في جريمة القتل قد تصرفت بطريقة غير سليمة. وقد تم استدعاء الإدانة غير المشروعة من الرجال الثلاثة واحدة من أخطر حالات الإجهاض من العدالة في الآونة الأخيرة. وأصرت الشرطة على أنه تم إطلاق سراح الرجال على أساس تقني قانوني، وأنهم لن يبحثوا عن أي مشتبه بهم آخرين، وقاوموا الدعوات لإعادة فتح القضية. في يناير 2002 ، مكنت تقنية DNA الجديدة العلماء الشرعيين من الحصول على صورة الحمض النووي لموقف الجريمة الموثوقة. قاد الملف الشخصي المستخرج الشرطة إلى القاتل الحقيقي، جيفري غفور، الذي اعترف بجريمة قتل وايت وحكم عليه بالسجن مدى الحياة. ومما يثير الجدل، أن غفور حصل على تعريفة دنيا أقصر (طول الفترة الزمنية قبل أن يُعتبر السجين قد تم الإفراج عنه) مقابل ما أُعطي للرجال المحكوم عليهم خطأ.
في عام 2004 ، بدأت اللجنة المستقلة المعنية بالشكاوى ضد الشرطة (IPCC) مراجعة سلوك الشرطة أثناء التحقيق الأصلي. وعلى مدار الإثني عشر شهراً التالية، قُبض على حوالي 30 شخصاً على صلة بالتحقيق، وكان 19 منهم يخدمون أو يتقاعدون من ضباط الشرطة. في عام 2007 ، أدين ثلاثة من شهود الادعاء الذين قدموا أدلة في محاكمة القتل الأصلية بالحنث باليمين وحُكم عليهم بالسجن لمدة 18 شهراً. في عام 2011 ، اتهم ثمانية من ضباط الشرطة السابقين بالتآمر لإفساد سير العدالة. وكانت محاكمتهم اللاحقة هي أكبر محاكمة للفساد في مجال الشرطة في التاريخ الجنائي البريطاني. وكان من المقرر محاكمة أربعة ضباط شرطة آخرين في نفس التهم في عام 2012. وفي نوفمبر / تشرين الثاني 2011 ، انهارت المحاكمة عندما زعم الدفاع أن نسخاً من الملفات التي قال إنها كان ينبغي رؤيتها قد تم تدميرها بدلاً من ذلك. ونتيجة لذلك، حكم القاضي بأن المتهمين لم يتمكنوا من الحصول على محاكمة عادلة وتمت تبرئتهم. في يناير 2012 ، تم العثور على الوثائق المفقودة، لا تزال في المربع الأصلي الذي تم إرساله إلى شرطة ساوث ويلز من قبل الهيئة الحكومية الدولية المعنية بتغير المناخ.